# Muza
De Muza is de naam van een driedaags muziekfestival in Dinteloord, dat in 1950 voor het eerst georganiseerd werd.

## Geschiedenis
De naam 'Muza' is oorspronkelijk een afkorting van Muziek en Zang, een festival dat sinds 1950 jaarlijks georganiseerd wordt. Het ging hier om de plaatselijke harmonie aangevuld met lokale en regionale artiesten die in de openlucht een concert verzorgden in het midden van het dorp.
In latere edities werd het acroniem als daadwerkelijke naam gebruikt en het evenement uitgebreid naar drie dagen: donderdag, vrijdag en zaterdag. Dit in verband met de zondagsrust in het traditioneel gereformeerde dorp.
Vooral in de jaren tachtig en negentig groeiden de MUZA feesten uit tot een begrip in de regio West-Brabant met veel nationale en internationale artiesten. Vanaf 2000 kreeg het festival echter in toenemende mate te maken met concurrentie van soortgelijke (zij het vaak kleinere) evenementen in de omgeving.
In 2010 zorgde dit er samen met tegenvallende kaartverkoop, terugtrekking van sponsoren en hoge artiestenprijzen voor dat de 60e editie van de MUZA feesten werd afgelast. De stichting maakte bekend de MUZA in 2011 in een andere opzet voort te zetten.
In 2011 vond de 60e MUZA plaats op 2, 3 en 4 juni, op de zaterdag aansluitend aan de braderie. In 2012 en 2013 besloot het bestuur geen Muza te organiseren vanwege de financiële haalbaarheid.
In 2014 (21, 22 en 23 augustus) neemt MUZA het stokje over van Herbert Strootman die in 2013 het Dinteloords Havenfestijn organiseerde.
Vanwege de corona pandemie kon het jaarlijks terugkerend dorpsfeest niet doorgaan in 2020 en 2022, in 2022 werd de 67ste editie van de MUZA feesten gehouden. 
In 2023 vind de 68ste editie van de MUZA feesten plaats op 24, 25 en 26 augustus.